# Malînivka, Pokrovske
Malînivka (în ucraineană Малинівка) este un sat în comuna Orlî din raionul Pokrovske, regiunea Dnipropetrovsk, Ucraina.

## Demografie
Componența lingvistică a localității Malînivka
     Ucraineană (96,37%)
     Rusă (3,63%)
Conform recensământului din 2001, majoritatea populației localității Malînivka era vorbitoare de ucraineană (96,37%), existând în minoritate și vorbitori de rusă (3,63%).